# Ministr vnitra Izraele
Ministr vnitra Izraele (hebrejsky שר הפנים‎, sar ha-pnim) je člen izraelské vlády, který stojí v čele ministerstva vnitra. Jinou podobně znějící funkcí je ministr vnitřní bezpečnosti.
Tento ministerský post je často požadován náboženskými či sekulárními stranami, neboť jim umožňuje kontrolovat náboženské rady a plánovat (včetně budov a osad), rovněž tak patří do administrativy ministra vnitra témata náboženství a státu, jako jsou civilní sňatky a částečně též imigrace. V nedávných letech byl tento post zastáván ministry za stranu ultraortodoxní stranu Šas, ale i ministry za sekulární strany Šinuj či Jisra'el ba-alija.
Příležitostně existuje též náměstek ministra vnitra.
| ministr             | strana                                                | vláda                            | funkční období           |
| ------------------- | ----------------------------------------------------- | -------------------------------- | ------------------------ |
| Jicchak Gruenbaum   | nezávislý                                             | prozatímní                       | 14.05.1948–10.03.1949    |
| Chajim-Moše Šapira  | - Sjednocená náboženská fronta - ha-Po'el ha-Mizrachi | 1., 2., 3.                       | 10.03.1949–24.12.1952    |
| Jisra'el Rokeach    | Všeobecní sionisté                                    | 4., 5.                           | 24.12.1952–29.06.1955    |
| Chajim-Moše Šapira  | ha-Po'el ha-Mizrachi                                  | 6.                               | 29.06.1955–03.11.1955    |
| Jisra'el Bar Jehuda | Achdut ha-avoda                                       | 7., 8.                           | 03.11.1955–17.12.1959    |
| Chajim-Moše Šapira  | Národní náboženská strana                             | 9., 10., 11., 12., 13., 14., 15. | 17.12.1959–16.07.1970    |
| Golda Meirová       | Ma'arach                                              | 15.                              | 16.07.1970–01.09.1970    |
| Josef Burg          | Národní náboženská strana                             | 15., 16.                         | 01.09.1970–03.06.1974    |
| Šlomo Hilel         | Ma'arach                                              | 17.                              | 03.06.1974–29.10.1974    |
| Josef Burg          | Národní náboženská strana                             | 17.                              | 29.10.1974–22.12.1976    |
| Šlomo Hilel         | Ma'arach                                              | 17.                              | 16.01.1977–20.06.1977    |
| Josef Burg          | Národní náboženská strana                             | 18., 19., 20.                    | 20.06.1977–13.09.1984    |
| Šimon Peres         | Ma'arach                                              | 21.                              | 13.09.1984–24.12.1984    |
| Jicchak Perec       | Šas                                                   | 21., 22.                         | 24.12.1984–06.01.1987    |
| Jicchak Šamir       | Likud                                                 | 23.                              | 06.01.1987–22.12.1988    |
| Arje Deri           | Šas                                                   | 23., 24., 25                     | 22.12.1988–11.05.1993    |
| Jicchak Rabin       | Strana práce                                          | 25.                              | 11.05.1993–07.06.1993    |
| Arje Deri           | Šas                                                   | 25.                              | 07.06.1993–14.09.1993    |
| Jicchak Rabin       | Strana práce                                          | 25.                              | 14.09.1993–27.02.1995    |
| Uzi Bar'am          | Strana práce                                          | 25.                              | 27.02.1995–07.06.1995    |
| David Liba'i        | Strana práce                                          | 25.                              | 19.06.1995–18.07.1995    |
| Ehud Barak          | Strana práce                                          | 25.                              | 18.07.1995–22.11.1995    |
| Chajim Ramon        | Strana práce                                          | 26.                              | 22.11.1995–18.06.1996    |
| Eli Suisa           | nebyl poslancem                                       | 27.                              | 18.06.1996–06.07.1999    |
| Natan Šaransky      | Jisra'el ba-alija                                     | 28.                              | 06.07.1999–11.07.2000    |
| Chajim Ramon        | Jeden Izrael                                          | 28.                              | 11.07.2000–07.03.2001    |
| Eli Jišaj           | Šas                                                   | 29.                              | 07.03.2001–23.05.2002    |
| Ariel Šaron         | Likud                                                 | 29.                              | 23.05.2002–03.06.2002    |
| Eli Jišaj           | Šas                                                   | 29.                              | 03.06.2002–28.02.2003    |
| Avraham Poraz       | Šinuj                                                 | 30.                              | 28.02.2003–04.12.2004    |
| Ofir Pines-Paz      | Strana práce                                          | 30.                              | 10.01.2005–23.11.2005    |
| Ariel Šaron         | Kadima                                                | 30.                              | 23.11.2005–04.05.2006    |
| Roni Bar-On         | Kadima                                                | 31.                              | 04.05.2006–04.07.2007    |
| Me'ir Šitrit        | Kadima                                                | 31.                              | 04.07.2007–31.03.2009    |
| Eli Jišaj           | Šas                                                   | 32.                              | 31.03.2009–18.03.2013    |
| Gid'on Sa'ar        | Likud                                                 | 33.                              | 18.03.2013–04.11.2014    |
| Gil'ad Erdan        | Likud                                                 | 33.                              | 05.11.2014–14.05.2015    |
| Silvan Šalom        | Likud                                                 | 34.                              | 14.05.2015–27.12.2015    |
| Arje Deri           | Šas                                                   | 35.                              | 11.01.2016–13.06.2021    |
| Ajelet Šakedová     | Jamina                                                | 36.                              | od 13.06.2021–29.12.2022 |
| Arje Deri           | Šas                                                   | 37.                              | 29.12.2022–24.01.2023    |
| Micha'el Malchi'eli | Šas                                                   | 37.                              | 24.01.2023–19.04.2023    |
| Moše Arbel          | Šas                                                   | 37.                              | od 19.04.2023            |

| ministr                  | strana                    | vláda                       | funkční období        |
| ------------------------ | ------------------------- | --------------------------- | --------------------- |
| Šlomo Jisra'el Ben Me'ir | Národní náboženská strana | 9., 10., 11., 12., 13., 14. | 28.12.1959–15.12.1969 |
| Josef Goldschmidt        | Národní náboženská strana | 15.                         | 22.12.1969–16.07.1970 |
| Josef Goldschmidt        | Národní náboženská strana | 15.                         | 19.07.1970–01.09.1970 |
| Refa'el Pinchasi         | Šas                       | 23.                         | 15.01.1990–11.06.1990 |
| Sálih Taríf              | Strana práce              | 25.                         | 27.11.1995–18.06.1996 |
| David Azulaj             | Šas                       | 29.                         | 02.05.2001–23.05.2002 |
| David Azulaj             | Šas                       | 29.                         | 03.06.2002–28.02.2003 |
| Viktor Brailovsky        | Šinuj                     | 30.                         | 05.03.2003–29.11.2004 |
| Ruchama Avraham          | Kadima                    | 30.                         | 30.03.2005–04.05.2006 |
| Faina Kirschenbaum       | Jisra'el bejtenu          | 33.                         | 18.03.2013–31.03.2015 |
| Jaron Mazuz              | Likud                     | 34.                         | 2015–2016             |
| Mešulam Nahari           | Šas                       | 34.                         | 2016–2020             |
| Jo'av Ben Cur            | Šas                       | 35.                         | 2020–2021             |